# آندری پارک
آندری پارک (انگلیسی: Andrij Parekh؛ زادهٔ ۲۰ سپتامبر ۱۹۷۱) فیلم‌بردار اهل ایالات متحده آمریکا است.

## فیلم‌شناسی
- نیمه نیلوفر (۲۰۰۶)
- روح‌های سرد (۲۰۰۹)
- ولنتاین غمگین (۲۰۱۰)
- It's Kind of a Funny Story (۲۰۱۰)
- Dark Horse (۲۰۱۱)
- Greetings from Tim Buckley  (۲۰۱۲)
- مادام بوواری (۲۰۱۴)
- Mississippi Grind (۲۰۱۵)
- همسر نگهبان باغ وحش (۲۰۱۷)
- ۱۳ دلیل برای اینکه (۲۰۱۷) Episodes: "Tape 1 Side A," "Tape 1 Side B"
- دریافت‌کننده جاسوس بود (۲۰۱۸)